# جرم در ایران
جرایم در ایران به اشکال گوناگونی وجود دارند و بزه‌های زیر را در بر می‌گیرند: قتل، آدم‌ربایی، دزدی، کلاهبرداری، پولشویی، قاچاق مواد مخدر، فروش مواد مخدر، قاچاق مشروبات الکلی، قاچاق نفت و بسیاری جرایم عادی دیگر که مجرمین مرتکب می‌شوند.

## قاچاق مواد مخدر و پولشویی
یکی از مشکلات اصلی و کنونی در ایران قاچاق مواد مخدر است. ایران نقطه‌ای کلیدی در مسیر انتقال هروئین از جنوب غرب آسیا به اروپاست. ایران با افغانستان، بزرگترین تولید کنندهٔ تریاک جهان، ۹۷۵ کیلومتر (۶۰۶ مایل) مرز مشترک دارد و مسیری کوتاه برای ترانزیت مواد بین افغانستان و اروپا فراهم می‌کند. ایران با ۲٫۸ درصد جمعیت معتاد، بیشترین نرخ اعتیاد در جهان را داراست و ۴۰٪ زندانیان ایران محکوم به موارد مربوط به مواد مخدر هستند. بنا بر ارقام منتشر شده، ایران تاکنون نزدیک به ۳۵۰۰ پلیس و مأمور امنیتی را در مبارزه با مواد مخدر از دست داده‌است.
سالانه صدها قاچاقچی مواد مخدر در ایران به دار آویخته می‌شوند.
در سال ۲۰۱۵ دولت ایران برآورد کرد که پول کثیف حاصل از قاچاق مواد مخدر در ایران به ۱۰ تریلیون تومان در سال رسیده که مقداری از آن به انتخابات و حفاظت از رای برای نفوذ در سیاست این کشور راه برده‌است.

## اعتیاد
اکثر معتادان به مواد مخدر در ایران به تریاک اعتیاد دارند. این کشور تریاک را خودش تولید نمی‌کند بلکه از افغانستان وارد می‌شود. در سال ۲۰۰۶ بیش از ۵۳ در صد از تریاک تولید شده در افغانستان به ایران ارسال شد. در سالهای ۲۰۰۹ تا ۲۰۱۰ در ایران بیش از ۳۴۰ تن مواد مخدر توقیف شده‌است.

## فرار از پرداخت مالیات
کسانی که از پرداخت مالیات فرار می‌کنند معمولاً یا در بخش مشکوک اقتصاد یا در معاملات مخفی فعالیت دارند و معمولاً افشا نمی‌شوند. دیگران در قاچاق و بازار سیاه دست دارند. معادل ۲۰ تا ۲۵ درصد از درآمد تولید ناخالص ملی این کشور از دست می‌رود. در سال ۲۰۱۴ رسانه‌های بین‌المللی گزارش کردند که میلیون ایران در میان کسانی هستند که از پرداخت مالیات فرار می‌کنند.

## قاچاق انسان
به گفته وزارت خارجه ایالات متحده آمریکا: "ایران یک منبع، حمل و نقل، و مقصد برای تجارت زنان برای اهداف سوء استفاده جنسی و کار اجباری است. زنان ایرانی در داخل به منظور پرداخت بدهی‌هایشان برای تن‌فروشی ازدواج اجباری قاچاق می‌شوند. کودکان ایرانی در داخل ایران قاچاق می‌شوند و کودکان افغانی به منظور ازدواج اجباری، بهره‌برداری جنسی، به عنوان متکدی یا کارگر به ایران قاچاق می‌شوند. به گفته منابع غیردولتی، زنان و دختران ایرانی نیز برای تجارت جنسی به پاکستان، ترکیه، قطر، کویت، امارات متحده عربی، فرانسه، آلمان و انگلستان قاچاق می‌شوند.

## زورگیری
زورگیری یکی از جرایم در ایران است. برای نیروی انتظامی ایران، مجرمان زورگیر غالباً شناخته‌شده هستند، اما این افراد در حالیکه با وسایل نقلیهٔ بدون پلاک در مناطق هدف خودشان «بدون هیچ مشکلی» تردد می‌کنند و چاقو و … نیز به‌همراه دارند، به اخاذی و زورگیری ادامه می‌دهند. مأموران با بکارگیری منابع اطلاعاتی نسبت به شناسایی این افراد اقدام می‌کنند.